# João Tibiriçá Piratininga
João Tibiriçá Piratininga (Indaiatuba, 7 de agosto de 1829-Niza, 1 de diciembre de 1888) fue un propietario rural y político brasileño, conocido por ser uno de los mayores líderes republicanos de la entonces Provincia de São Paulo.

## Biografía
Frecuentó los medios intelectuales de la región de Itu y de la ciudad de São Paulo, habiendo sido influenciado por ideales republicanos. En 1870, con la publicación del Manifiesto Republicano de 3 de diciembre, su entusiasmo por las ideas republicanas aumentó, llevándolo a fundar, en 1871, el Club Republicano de Itu, del cual fue elegido presidente.
El 18 de abril de 1873, en la residencia de Carlos Vasconcelos de Almeida Prado, en Itu, se llevó a cabo la primera convención Republicana de Brasil, conocida como la Convención de Itu. En la ocasión estaban presentes delegados de los clubes republicanos de Campinas, Botucatu, Amparo, Jundiaí, Bragança Paulista, Constitución (después Piracicaba), Jaú, Capivari, Itu, Itapetininga, indaiatuba, Miji-Mirim, Itatiba, Sorocaba, Puerto Feliz, Vila de Monte Mor, Tietê, São Paulo y Río de Janeiro, en un total de ciento y treinta y cuatro convencionales. Allí João Tibiriçá fue elegido presidente de la Convención y cupo las funciones de secretario la Américo Brasiliense de Almeida Melo.
Además de sus actividades políticas, Tibiriçá fue uno de los creadores del periódico La Provincia de São Paulo, donde publicó diversos estudios sobre geología y agricultura. El 15 de diciembre de 1887, en la gran Asamblea de los Agricultores de la Provincia de São Paulo, propuso la emancipación inmediata e incondicional de los esclavos, algo considerado revolucionario en aquella época y que venía a demostrar su apego por las ideas de libertad y republicanismo. Desgraciadamente, João Tibiriçá murió sin ver instalada la República en Brasil.

## Reconocimientos
La ciudad de Indaiatuba, antes parte de la ciudad de Itu, y lugar donde nació João Tibiriçá, perpetúa su memoria con la creación de la encomienda “Medalla João Tibiriçá Piratininga” con la cual privilegia a sus hijos ilustres. Itu, por su lado, perpetúa su memoria manteniendo en el Museo Republicano de Itu un rico acervo sobre João Tibiriça.
En Itu se sitúa el túmulo, donado por el Periódico “La Provincia de São Paulo”, donde se lee la noticia conforme fue publicada el 2 de diciembre de 1888:
“Falleció en París el Sr. João Tibiriçá, uno de los miembros más preeminentes del Partido Republicano Paulista y una de las inteligencias más esclarecidas de la generación pasada. De él se puede decir que era paulista de los antiguos, paulista de vieja estirpe. No tuvo solución de continuidad su larga vida de ciudadano ejemplar y de jefe de familia, que fue siempre apuntada como modelo. No se sabía curvar aquel carácter altivo, integérrimo; pero aquel blando corazón siempre se movió piadoso en presencia de una desgracia por socorrer, de una desdicha por aminorar.
... la Provincia de São Paulo llora a uno de sus hijos más ilustres”.